# خيرمان هورنوس
خيرمان هورنوس (بالإسبانية: Germán Andrés Hornos Correa)‏ هو لاعب كرة قدم أوروغواياني في مركز الهجوم، ولد في 21 أغسطس 1982 في سان خوسيه دي مايو ‏ في الأوروغواي. شارك مع منتخب الأوروغواي تحت 20 سنة لكرة القدم ومنتخب الأوروغواي لكرة القدم. أما مع النوادي، فقد لعب مع بيلا فيستا وريال بلد الوليد وريفر بليت وسنترال إسبانيول ونادي أرليه أفينيون ونادي إشبيلية.

## وصلات خارجية
- خيرمان هورنوس على موقع قاعدة بيانات كرة القدم.إي يو (الإنجليزية)
- خيرمان هورنوس على موقع ناشيونال فوتبول تيمز (الإنجليزية)
- خيرمان هورنوس على موقع عالم كرة القدم.نت (الإنجليزية)